# Yangquan
Yangquan (cinese: 阳泉; pinyin: Yángquán) è una città-prefettura della Cina nella provincia dello Shanxi.

## Suddivisioni amministrative
- Chengqu
- Kuangqu
- Jiaoqu
- Contea di Pingding
- Contea di Yu